# 星门 (纽伦堡)

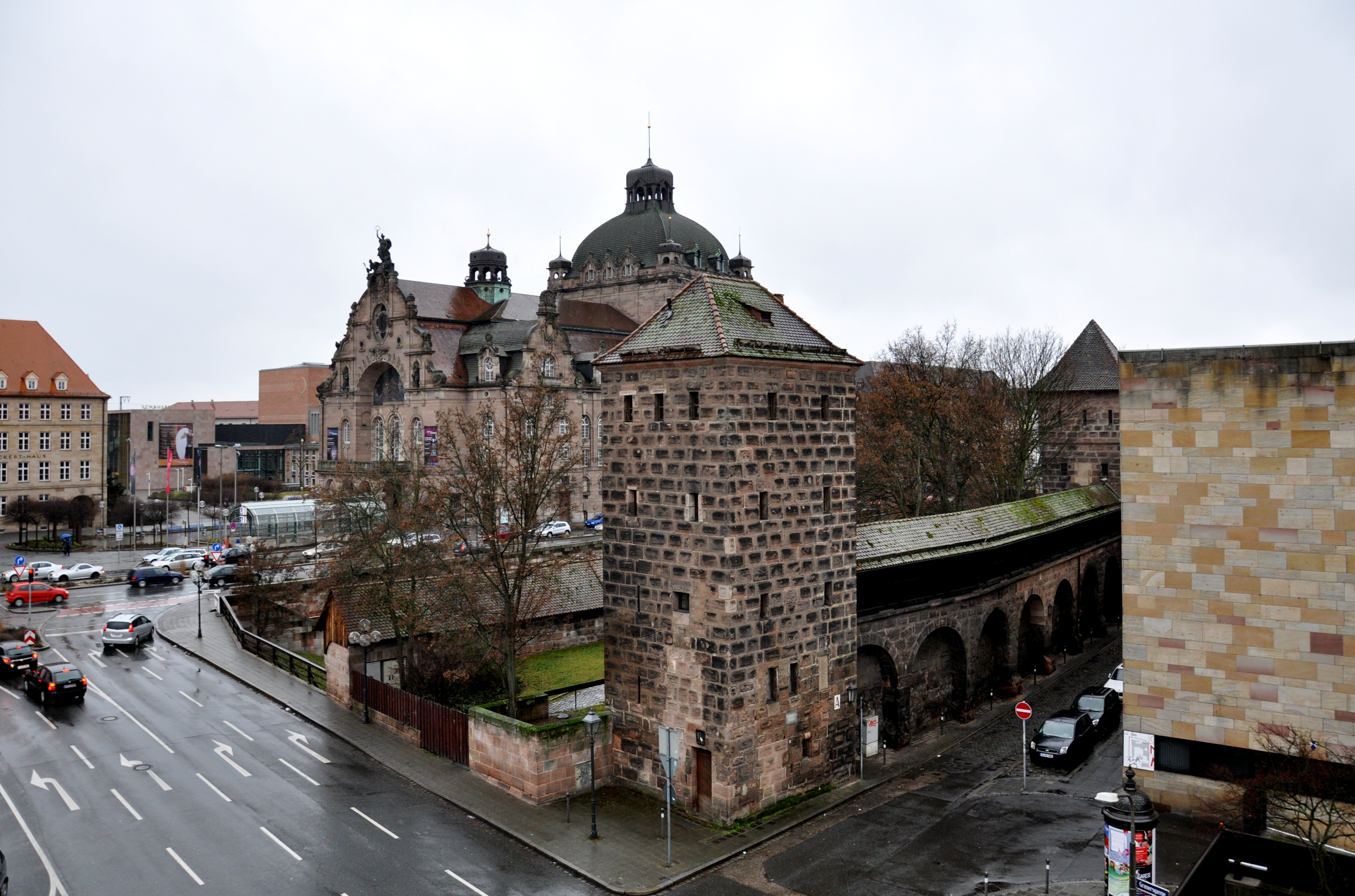
今日星门

星门（Sterntor）是一条穿过纽伦堡城墙的小巷，也是通往纽伦堡老城区南部（Südstadt）和南城公园（Südstadtpark）的人行通道。

## 历史与现状
1869 年，在圣母门（Frauentor）旁新开辟了一座城门， 以附近的星巷（Sterngasse）命名。早在1583年，此处即发现地下水源，建造了一座五层水塔。原名“圣母门水塔”（Wasserwerk vor dem Frauentor），后称“蓝星水塔”（Blausternwerk），用于为市中心供水。1643 年，工程师约翰·卡尔对其进行了修复。1871年，蓝星水塔被拆除，后来降低高度后重建。
2004年，星门、圣母门（Frauentor）和纽伦堡新博物馆的雕塑花园之间的茨温格（Zwinger，城门前的封闭杀戮场）被打开。